# Orsa (F 567)
La fregata Orsa è stata un'unità della Marina Militare Italiana che faceva parte della classe Lupo.
Entrata in servizio nel 1980, l'unità è stata messa in disarmo dalla Marina Militare nel 2002 per essere poi ceduta al Perù.

## Servizio
Costruita nel cantiere navale del Muggiano di La Spezia, dove il suo scafo è stato impostato il 1º agosto 1977, la nave è stata varata il 1º marzo 1979 ed esattamente un anno dopo, il 1º marzo 1980, è entrata in servizio nella Marina Militare.
L'armamento era costituito da un singolo cannone polivalente da 127/54mm Compatto a prua, un sistema di difesa ravvicinata contraereo affidato a due torrette binate da 40mm a fuoco rapido Breda Dardo, un lanciamissile Sparrow armato con missili Aspide per la difesa aerea a lungo raggio, i missili Otomat, per il combattimento antinave a lungo raggio e infine un armamento antisommergibile e antinave fornito da due lanciasiluri tripli ILAS-3 tipo MK 32 per siluri leggeri, con 12 siluri da 324mm A244.
A poppa era installato un hangar per un elicottero AB-212 ASW.

L'Orsa all'inizio anni ottanta

Dopo l'entrata in servizio la nave ha ricevuto la bandiera di combattimento a Venezia il 24 aprile 1982, consegnata dalla gruppo ANMI di Casalmaggiore.
Il suo armamento artiglieresco era costituito da un singolo cannone 127/54 mm Compatto a prua e da un sistema CIWS Breda Dardo in due torrette binate. L'armamento missilistico era formato da un lanciamissile Sparrow armato con missili Aspide per la difesa antiaerea a medio raggio e dai missili Otomat/ Teseo per la difesa antinave, ed infine l'armamento silurante costituito da due lanciasiluri tripli ILAS-3 tipo MK 32 per siluri leggeri, con 12 siluri da 324mm del tipo A244.
A poppa era installato un hangar telescopico per un elicottero AB-212 ASW.
Dal settembre del 1982 a febbraio del 1984 ha partecipato, in vari turni a rotazione, alla missione di pace Italcon in Libano fino al completamento del rientro di tutti i militari italiani ed i mezzi ancora residenti a Beirut.
L'unità ha operato intensamente durante i suoi anni di servizio con la Marina Militare. Dal 12 marzo al 29 luglio 1988 ha preso parte all'Operazione Golfo 1, facendo ritorno nel golfo Persico nell'agosto del 1990 prendendo parte all'Operazione Golfo 2, quando, insieme alla fregata Libeccio e al rifornitore Stromboli, ha fatto parte delle prime unità navali inviate nel Golfo Persico in seguito alla crisi scoppiata con l'invasione irachena del Kuwait, sfociata poi nella guerra del golfo. Al ritorno l'unità è stata sottoposta a lavori di ammodernamento, soprattutto nell'elettronica di bordo, con il nuovo radar di superficie SPS-702 CORA, il raddoppio dei lanciatori per i missili Otomat/Teseo e l'adozione del sistema satellitare SATCOM.
Nel corso degli anni novanta la nave ha preso parte durante le guerre jugoslave all'operazione Sharp Fence e successivamente all'operazione Sharp Guard.

## Nome
In precedenza erano state due le unità ad aver portato il nome della costellazione dell'Orsa Maggiore.

Il precedente Orsa nel 1960

La prima unità era una torpediniera classe Orione, costruita a Genova, venne varata nel 1906 e radiata nel 1921.
La seconda unità era un avviso scorta della classe Orsa, varato a Palermo nel 1937 che venne classificato torpediniera nel 1941. Fu tra le navi che soccorsero i naufraghi della corazzata Roma dopo il suo affondamento.
Entrata a far parte, dopo la guerra, della Marina Militare Italiana ricevette il distintivo ottico F 558 in seguito all'entrata dell'Italia nella NATO. Negli anni cinquanta l'unità venne sottoposta a profondi lavori di riammodernamento, che si sono svolti tra il 1954 ed il 1955, che videro importanti modifiche alle sovrastrutture e all'armamento, e riclassificata fregata antisommergibile.
Nel 1957-1958 cessato l'impiego di squadra nell'ultima parte della sua vita operativa venne assegnata insieme alla gemella Orione a compiti di rimorchio bersagli e in tale compito Orsa ed Orione, impiegate ad alternanza, avevano a disposizione un solo equipaggio.
Andata in disarmo il 1º luglio 1964, l'Orsa venne successivamente radiata e avviata alla demolizione.

## BAP Aguirre (FM-55)
Messa in disarmo nel 2002 l'unità venne acquistata dal Perù insieme alla gemella Lupo per affiancare le unità che la marina peruviana aveva acquisito tra gli anni settanta e ottanta nell'ambito di un programma di potenziamento della propria marina denominato "Proyecto Castilla". Passata alla marina peruviana il 3 novembre 2004 quando il pabellón peruviano è stato innalzato per la prima volta a bordo dell'unità, e ribattezzata Aguirre, è stata sottoposta a lavori di riammodernamento presso gli stabilimenti della Fincantieri, di Muggiano sotto la supervisione del personale peruviano, al termine dei quali è salpata da La Spezia il 6 maggio 2005 e dopo aver raggiunto la sua base operativa di El Callao nel Pacifico è entrata in servizio l'11 giugno 2005 nella sua nuova marina di appartenenza. Nella Marina Peruviana l'unità fa parte della sottoclasse Aguirre della classe Carvajal. Sotto il Comando peruviano ha raggiunto con il missile Otomat 152.8 km, massima portata in sudamerica.

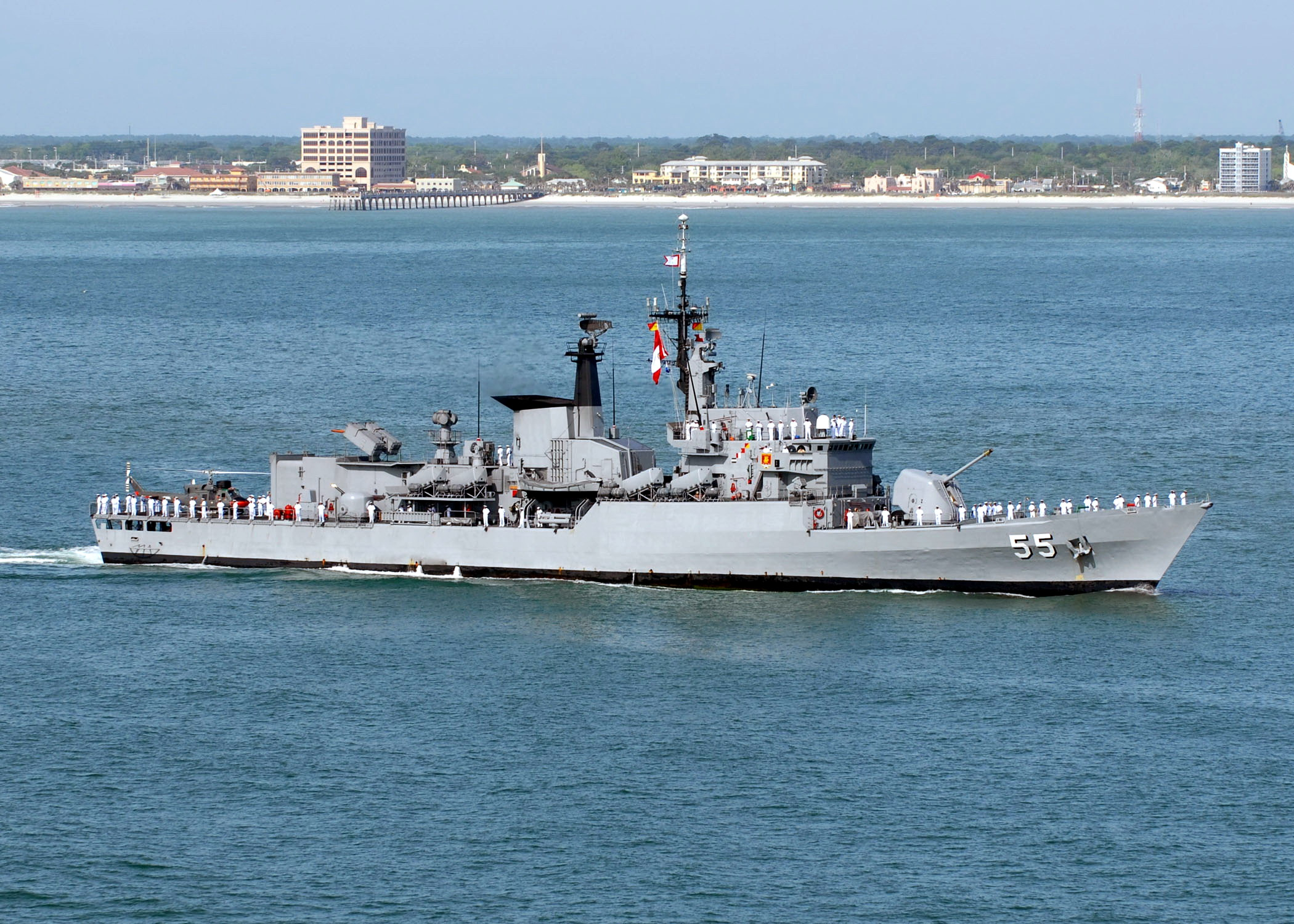
La fregata Aguirre a Jacksonville in Florida durante l'esercitazione UNITAS

Il nome Aguirre è stato dato in onore del Capitano di Corvetta Elías Aguirre Romero, eroe della Guerra del Pacifico combattuta dal Perù alla fine dell'Ottocento, caduto in combattimento l'8 ottobre 1879 durante la battaglia di Punta Angamos dopo aver assunto il comando della nave da guerra Huáscar in seguito alla morte avvenuta durante il combattimento del comandante della nave, il Contrammiraglio Miguel Grau Seminario.
In precedenza ad Elías Aguirre Romero erano state dedicate altre due unità della marina peruviana. La prima unità era stata trasferita alla marina peruviana dalla US Navy. Si trattava del cacciatorpediniere USS Waterman della classe Cannon che, costruito nel 1943, aveva partecipato alla seconda guerra mondiale nell'area del Pacifico. Messo in disarmo nel 1946 venne ceduto al Perù nel 1952 e ribattezzato Aguirre; rimase in servizio fino al 1974. Dopo essere stato radiato venne usato come bersaglio in un test del missile Exocet. La seconda unità a portare il nome Aguirre fu l'ex incrociatore olandese HNLMS De Zeven Provinciën che entrato in servizio nella marina militare dei Paesi Bassi nel 1953, dopo essere stato posto in disarmo nel 1976, venne acquistato dal Perù e ricostruito nei cantieri di Rotterdam come incrociatore portaelicotteri, con la rimozione di parti, sia dell'armamento che dello scafo, e la costruzione di un hangar e del ponte di volo. I lavori terminarono il 31 ottobre 1977 e la nave entrata in servizio nella marina peruviana il 24 febbraio 1978, giunse nella nuova base operativa di Callao il 17 maggio dello stesso anno. Durante il suo servizio nella marina peruviana ha partecipato a numerose esercitazioni multinazionali come la UNITAS. Dal 7 agosto 1986 al 15 febbraio 1988, la nave assunse il ruolo di ammiraglia della flotta cambiando provvisoriamente il suo nome in Almirante Grau in seguito ai lavori di ammodernamento cui venne sottoposta l'Almirante Grau. Negli anni novanta la nave dimostrò l'usura del tempo ed il 21 marzo 1999 venne posta in disarmo. In previsione del suo disarmo, nel 1998 le fregate Carvajal e Mariátegui hanno subito delle modifiche al ponte di volo per potere accogliere a bordo gli elicotteri ASH-3D Sea King e beneficiare del vantaggio tattico addizionale che conferiscono i missili Exocet di cui sono dotati questi elicotteri.